# Стад Марсель Піко
«Стад Марсель Піко» (фр. Stade Marcel-Picot) — футбольний стадіон у Томблені, Франція, домашня арена ФК «Нансі».
Стадіон побудований і відкритий у 1926 році. Протягом 1999—2003 років здійснено капітальну реконструкцію, після якої арена має можливість прийняти 20 087 глядачів. 
З 2010 року поле стадіону оснащене штучним газоном, що є не особливо поширеним у Франції.